# Burg Draheim
Die Burg Draheim / polnisch Zamek Drahim (Schloss Draheim) ist der Überrest einer befestigten Anlage des Johanniterordens, die in den Jahren 1360–1366 errichtet wurde. Sie gab der umliegenden Gemeinde Stare Drawsko (deutsch Alt-Draheim) in Westpommern Polens ihren Namen.
Die Ruine der Burg wurde 1959 ins Denkmalregister aufgenommen und wird heute vom privaten Motor- und Technikmuseum in Otrębusy als Schaustück mittelalterlicher Baukunst bewirtschaftet (Drahim.pl). Sie liegt auf einer Landenge zwischen dem Dratzigsee im Westen und dem Sarebensee im Osten (polnisch Jezioro Drawsko und Jezioro Srebrne).

## Geschichte

Karte der Burganlage (um 1650)

Im Jahre 1286 schenkte der polnische Herzog Przemislaw II. das Land um den Dratzigsee dem Templerorden. Dieser errichtete am Südufer des Sees eine Wehranlage, die später unter der Bezeichnung „Tempelborch“ erwähnt wurde. Nachdem 1312 der Templerorden aufgelöst worden war, ging Tempelburg in den Besitz des Johanniterordens über.
Diese begannen 1350 mit der Errichtung einer Burg etwas nördlich ihres Verwaltungssitzes. Die Lage ist nicht nur strategisch, sondern auch wirtschaftlich bestimmt, da hier ein Salzweg von den südeuropäischen Ländern nach Norden führte. Die ursprüngliche hölzerne Anlage entstand dabei auf den Fundamenten einer slawischen Wehranlage des Drawian-Stammes, der das Gebiet seit dem siebten Jahrhundert beherrschte. Als der christliche Herzog Bolesław III. Schiefmund in der Mitte des 12. Jahrhunderts das heidnisch-slawische Pommern eroberte, wurde diese alte Burg zerstört.
Die neue Burg wurde von den Johannitern nach und nach weiter befestigt. So entstand in den Jahren 1360 bis 1366 eine steinerne Burg im gotischen Stil jener Zeit. 1366 wurde die Burg der Sitz der Komtur Draheim im Zuge der Neuordnungen der pommerschen Neumark durch Otto den Faulen, dem 1365 das Kurfürstentum Brandenburg zufiel. In dieser Zeit kam es zu einem Konflikt zwischen den Rittern, die durch die Schenkung Vasallen des polnischen Königs waren, und den Mönchen, die sich den deutschen Brandenburgern zugehörig fühlten. Schon kurz nach dem Tode des polnischen Königs Kasimir des Großen 1370 kam es ab 1372 zu Feldzügen von Swantibor I. in der Neumark gegen die Brandenburger und Dänen, in deren Folge die Tempelburg wie auch die Burg Draheim eingenommen wurden (andere Quellen sagen, dass dies erst durch Wartislaw VII. erreicht wurde).
Im Zuge der polnisch-litauischen Union unter Władysław II. Jagiełło (ab etwa 1386) kam es wieder zu Rivalitäten mit den örtlichen Rittern, die sich dem Staat des Deutschen Ordens anschlossen. Der Deutsche Orden verlor jedoch 1410 die entscheidende Schlacht bei Tannenberg, und ab 1422 kam die Burg Draheim in die Verwaltung des Starost Jan Wedel unter dem König Władysław III. von Polen und Ungarn. Der Dreizehnjährige Krieg endete schließlich im zweiten Frieden von Thorn 1466, in dessen Folge die Burg ihre militärische Bedeutung verlor. Im 16. Jahrhundert wurde die ländliche Besiedlung der Starostei Draheim ausgebaut, wie sich an Einnahmeverzeichnissen nachweisen lässt. 
Nach über 200 Jahren als Verwaltungssitz kam die Burg erst während der schwedischen Sintflut (1655–1660) wieder zeitweilig in den militärischen Gebrauch der Schweden. Während dieses polnisch-schwedischen Krieges verpfändete Johann II. Kasimir 1657 die Burg im Vertrag von Bromberg an den Kurfürsten von Brandenburg im Gegenzug für die Stellung von Soldaten. Der polnische Heerführer Stanisław Potocki verweigerte jedoch später die Herausgabe der Burg, die in seiner Starostei lag. Erst 1668 gelang dem vom Großen Kurfürsten entsandten Hasso Adam von Wedel-Neuwedell die Einnahme der Burg, die anschließend bis ins 20. Jahrhundert brandenburgisch blieb. 
Der Brand des Objekts im Jahr 1758, der durch die Verteidigung von Oberst Cosel gegen den Kosakenangriff von General Denikoff im Siebenjährigen Krieg verursacht wurde, leitete den raschen Fall der ehemaligen Klosterresidenz ein. Ende des 18. Jahrhunderts befanden sich in der Burg die Büros des preußischen Finanzamtes. 1784 wurden einige Teile der zerstörten Mauern abgerissen, die für das Baumaterial der nahe gelegenen Kirche bestimmt waren. 1818 verkaufte das Königreich Preußen das Burggelände zusammen mit dem angrenzenden Bauernhof an einen Landjunker. Bis ins 20. Jahrhundert wurden dann nur geringe Renovierungsarbeiten an den Mauern durchgeführt.

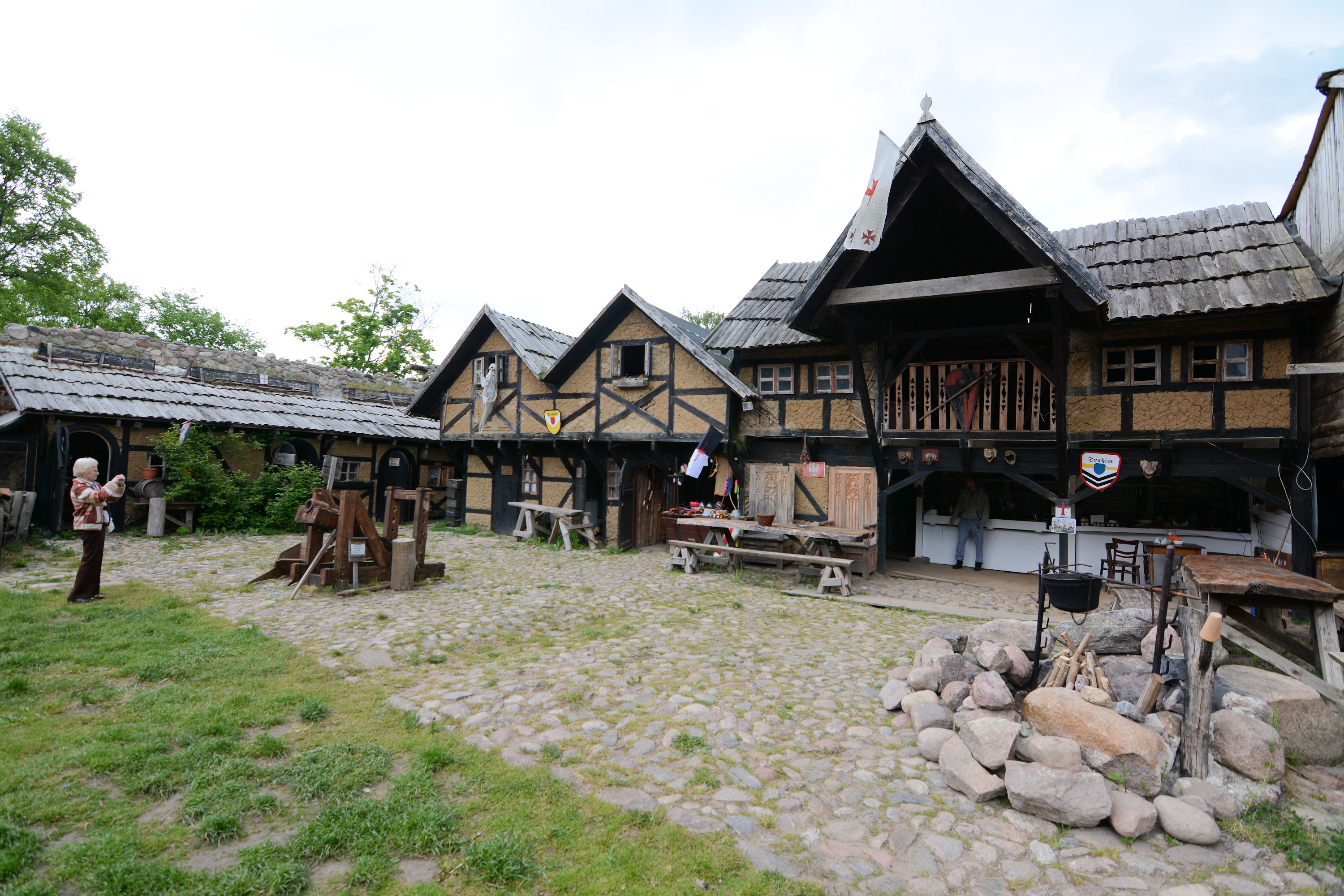
Heutiger Schlosshof

Mit der Verordnung Nr. 190 vom 29. April 1959 wurde die Burgruine dann in die polnische Denkmalliste aufgenommen. Im Zuge archäologischer Bemühungen wurde der Standort 1963 bis 1968 dauerhaft abgesichert. Eine weitere Verwaltung fand jedoch nicht statt. Erst in den 1990er Jahren erwarb ein Privatunternehmer das Gelände, der mit einer Reihe von Investitionen einen kompletten Umbau des Gebäudes anstrebte. Trotz der Erweiterungen blieb dabei das ursprüngliche architektonische Konzept erhalten und kann heute von Touristen als Denkmal der Bauten des Spätmittelalters besichtigt werden.